# Río Mzimta

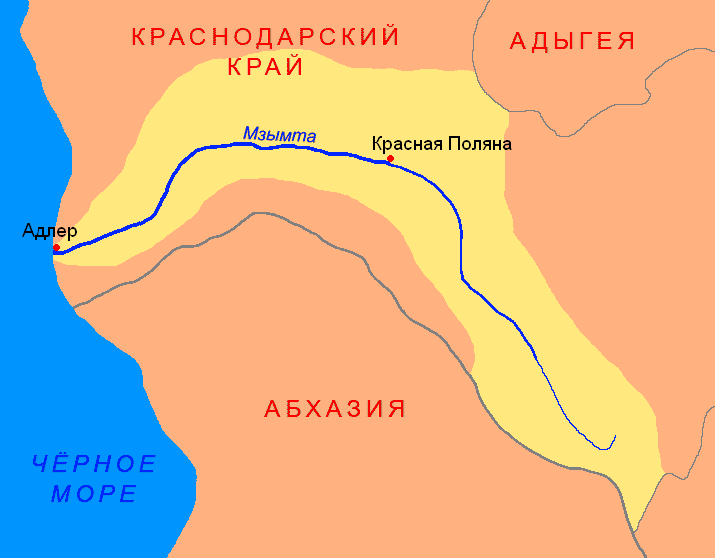
Cuenca del río Mzimta.

El río Mzimta (en ruso: Мзы́мта, en ubijé: Мдзымта, Mdzymta, en cabardo: Мдзымтэ, romanizado: Mdzymte, Mdzymte) es un río del krai de Krasnodar, en el Cáucaso Occidental, al sur de Rusia. Discurre completamente por el distrito de Adler del ókrug urbano de la localidad de Sochi.

## Curso
Nace en las laderas meridionales del Cáucaso Occidental, a una altura de 2.980 m, de los lagos Mali Kardivach y Kardivach. Bajando por su curso, se forman las cascadas Izumrud. Forma un desfiladero al atravesar la cordillera Aibga-Achisjó, por debajo del cual forma la garganta de Ajtsú y la de Ajshtir.
En su recorrido, el río, que parte en un inicio en dirección oeste y noroeste, atraviesa las localidades de Estosadok, Krásnaya Poliana (donde gira al suroeste), Chvizhepse, Kepsha, Monastyr (donde vira al sur), Ajshtir, Vysokoye (donde se vuelve al suroeste) y Adler.
El río mantiene en casi todo su curso un carácter de río rápido de montaña. Sus principales afluentes son el Psluj, el Pudziko o Achipsé y el Chevizhepse. Es un río de régimen mixto, pluvio-nival. En la temporada de deshielo, el nivel del río sube hasta 5 m. Su caudal es de unos 45.6 m³/s en Kepsha (máximo 764  m³/s). En la cuenca del río hay varios manantiales minerales. En los acantilados de la orilla derecha en el curso medio se encuentra el yacimiento arqueológico de la cueva de Ajshtir.

## Uso económico
A la altura de Estosadok, cerca de Krásnaya Poliana se construyó en 1947 la central hidroeléctrica Krasnopólianskaya. Hay además en el área una gran piscifactoría para la cría de truchas. Es explotado turísticamente y utilizado para deportes acuáticos, especialmente el ráfting. Se practica el esquí en la cabecera del río. Está prevista la construcción de otra central energética. Las construcciones de cara a los Juegos Olímpicos de invierno de 2014 están teniendo efectos perjudiciales para el medio ambiente del río.

## Galería

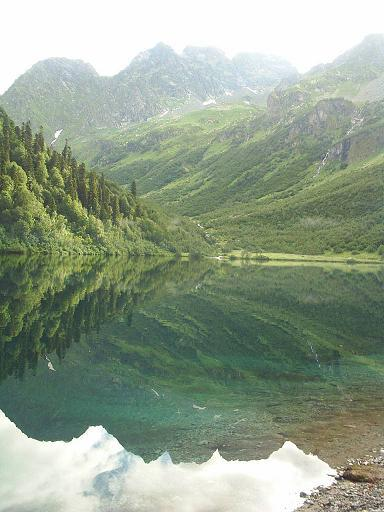
Lago Kardyvach, donde se considera que nace el río.
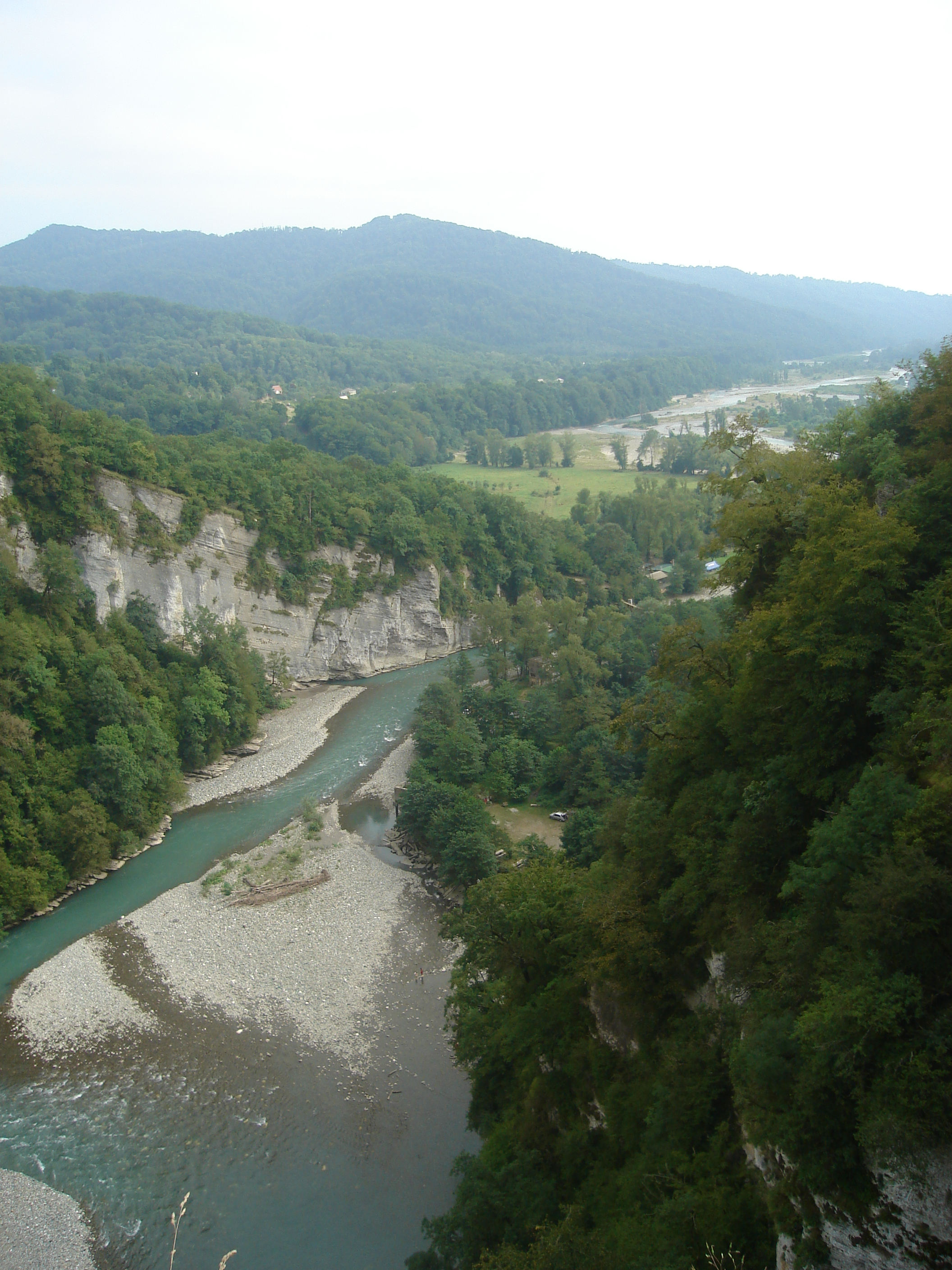
Vista del río en el cañón de Ajshtir.
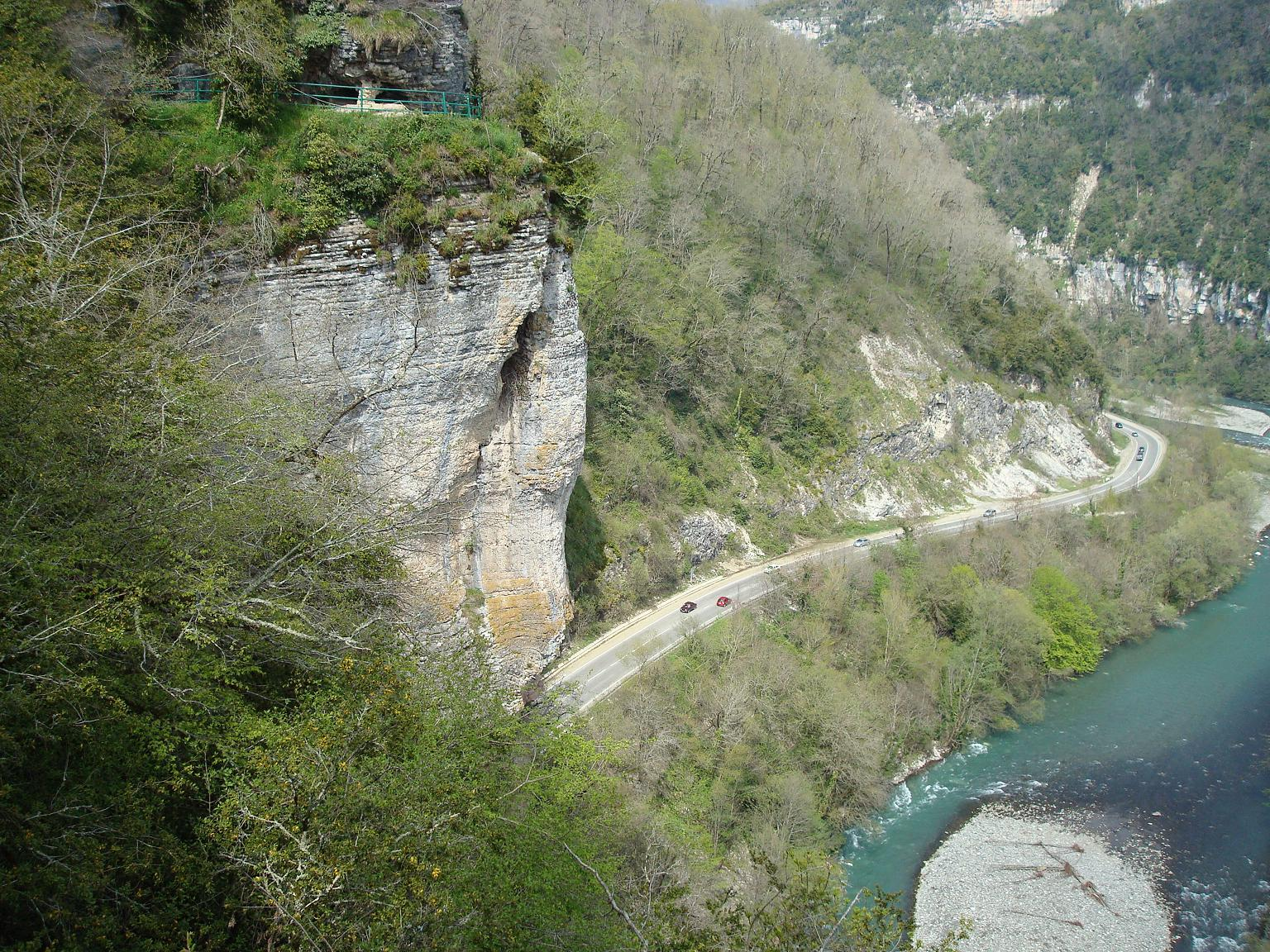
Cañón de Ajtsú
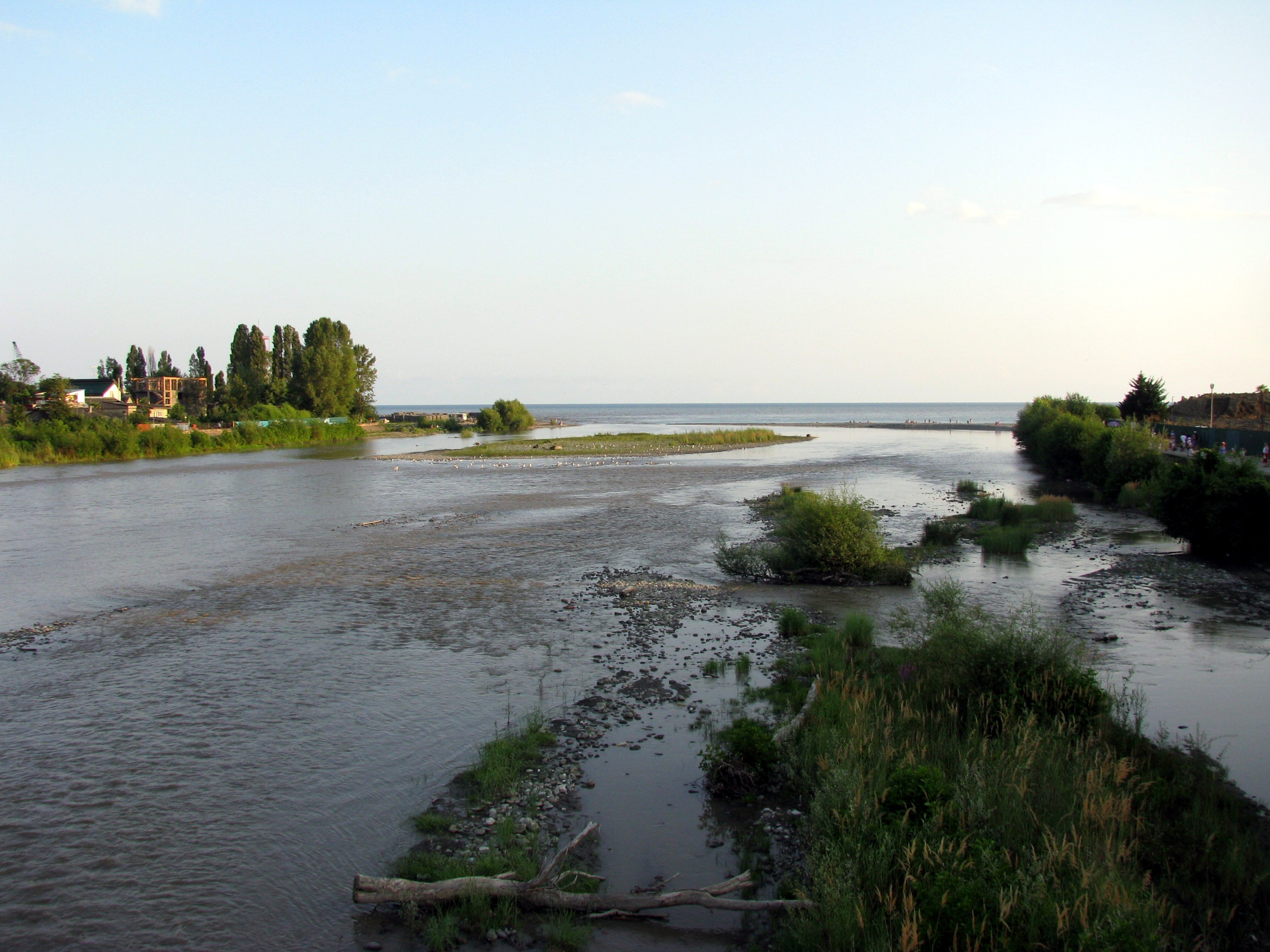
Desembocadura en el mar Negro en Ádler.